# Cyrtodactylus annulatus
Cyrtodactylus annulatus är en ödleart som beskrevs av  Taylor 1915. Cyrtodactylus annulatus ingår i släktet Cyrtodactylus och familjen geckoödlor. IUCN kategoriserar arten globalt som livskraftig. Inga underarter finns listade i Catalogue of Life.